# Všetaty, Rakovník
Všetaty là một làng thuộc huyện Rakovník, vùng Středočeský, Cộng hòa Séc.